# Lao Premier League 2017
Die Lao Premier League 2017 war die 28. Spielzeit der höchsten laotischen Fußballliga seit der offiziellen Einführung im Jahr 1990. Die Saison begann am 1. April 2017 und endete am 30. Juli 2017. 
Der Meister qualifizierte sich für die PlayOff-Spiele des AFC Cup 2018.

## Teilnehmer
| Teilnehmende Mannschaften      | Stadion                             | Kapazität |
| ------------------------------ | ----------------------------------- | --------- |
| Champasak United               | Champasak Stadium                   | 12.000    |
| Dragon King FC                 | Laos National Stadium               | 15.000    |
| Lao Police FC                  | New Laos National Stadium           | 25.000    |
| Lao Toyota FC                  | New Laos National Stadium           | 25.000    |
| National University of Laos FC | National University of Laos Stadium | 5000      |
| Savan United                   | Savannakhet-Provinzialstadion       | 15.000    |
| Savannakhet FC                 | Savannakhet-Provinzialstadion       | 15.000    |
| Vientiane United               | Laos National Stadium               | 15.000    |

## Tabelle
| Pl.                | Verein                         | Sp. | S  | U | N  | Tore    | Diff. | Punkte |
| ------------------ | ------------------------------ | --- | -- | - | -- | ------- | ----- | ------ |
| 1.                 | Lao Toyota FC                  | 14  | 12 | 1 | 1  | 046:100 | +36   | 37     |
| 2.                 | Lao Police FC                  | 14  | 9  | 2 | 3  | 033:160 | +17   | 29     |
| 3.                 | National University of Laos FC | 14  | 9  | 1 | 4  | 020:150 | +5    | 28     |
| 4.                 | Dragon King FC                 | 14  | 6  | 2 | 6  | 019:270 | −8    | 20     |
| 5.                 | Savannakhet FC                 | 14  | 5  | 2 | 7  | 023:270 | −4    | 17     |
| 6.                 | Savan United                   | 14  | 4  | 2 | 8  | 019:260 | −7    | 14     |
| 7.                 | Vientiane United               | 14  | 3  | 1 | 10 | 021:310 | −10   | 10     |
| 8.                 | Champasak United               | 14  | 1  | 3 | 10 | 017:800 | +9    | 06     |
| Stand: August 2017 |                                |     |    |   |    |         |       |        |